# Leipziger SC
| Leipziger Sport-Club 1901 e. V. | Leipziger Sport-Club 1901 e. V. | Leipziger Sport-Club 1901 e. V. |
| Vereinsdaten                    | Vereinsdaten | Vereinsdaten |
| ------------------------------- | --- | --- |
| Logo                            | Logo des Leipziger SC 1901 | Logo des Leipziger SC 1901 |
| Gründung                        | 1901 | 1901 |
| Vorsitzender                    | Vincent Dittrich | Vincent Dittrich |
| Vereinsfarben                   | schwarz-rot | schwarz-rot |
| Hockey-Abteilung                | | |
| Abteilungsleiter                | Thomas Speich | Thomas Speich |
| Spielklasse                     | Herren: Feld: Oberliga Halle: Regionalliga Damen: Feld: Oberliga Halle: Oberliga | Herren: Feld: Oberliga Halle: Regionalliga Damen: Feld: Oberliga Halle: Oberliga |
| Spielstätte                     | Sportanlage Pistorisstraße | Sportanlage Pistorisstraße |
| Vereinserfolge                  | Deutscher Akademischer Hockeymeister: 1912, 1913 Deutscher Herren-Hockeymeister: 1922, 1926 DDR-Meistertitel der Damen: Feldhockey 1970–1977, 1987 Hallenhockey 1966, 1971 Sachsenmeistertitel: Herren (Halle) 1998, 2000, 2017 Damen (Feld) 2006 | Deutscher Akademischer Hockeymeister: 1912, 1913 Deutscher Herren-Hockeymeister: 1922, 1926 DDR-Meistertitel der Damen: Feldhockey 1970–1977, 1987 Hallenhockey 1966, 1971 Sachsenmeistertitel: Herren (Halle) 1998, 2000, 2017 Damen (Feld) 2006 |
| Tennis-Abteilung                | | |
| Abteilungsleiter                | Marlene Eilers | Marlene Eilers |
| Spielklasse                     | diverse | diverse |
| Spielstätte                     | Sportanlage Pistorisstraße | Sportanlage Pistorisstraße |
| Vereinserfolge                  | Deutsche Meistertitel: Herren Doppel 1908, 1922 Gemischtes Doppel 1922 Damen Einzel 1930 DDR-Meistertitel: Mannschaft Herren 1974 Damen Einzel 1989                                                                                               | Deutsche Meistertitel: Herren Doppel 1908, 1922 Gemischtes Doppel 1922 Damen Einzel 1930 DDR-Meistertitel: Mannschaft Herren 1974 Damen Einzel 1989                                                                                               |
| Internet                        | | |
| Homepage                        | http://www.lsc1901.de/ | http://www.lsc1901.de/ |

Der Leipziger Sport-Club (LSC) ist ein Sportverein aus dem Leipziger Stadtteil Schleußig. Im LSC werden Tennis, Hockey und Fußball gespielt.

## Vereinsgeschichte
Der LSC wurde am 30. April 1901 in Leipzig im Restaurant „Kitzing und Helbig“ in der Petersstraße 26 gegründet. Ausweislich des ersten gedruckten Mitgliederverzeichnisses wies der Verein im Gründungsjahr 127 Mitglieder auf. Gegründet wurde der LSC als Eishockey- bzw. Bandy-Verein, noch 1901 kam als Sportart Tennis hinzu. Im Jahr 1908 wurde als erster Leipziger Verein eine Hockey-Abteilung gegründet.
Nachdem zunächst auf sechs gepachteten Tennisplätzen gespielt wurde, erwarb der von Mitgliedern des LSC hierzu gegründete Platzverein im Jahre 1919 die heutige Sportanlage Pistorisstraße. Unter Mitarbeit der Mitglieder wurde das an dem Fluss Elster gelegene Gelände trockengelegt und hergerichtet.
Einschneidende Wirkungen auf den Verein hatte der Zweite Weltkrieg auch über die weitgehende Einstellung des Spielbetriebes hinaus: Im Jahre 1944 wurde das Clubhaus durch einen Bombenangriff völlig zerstört. Nach Kriegsende wurde der Verein durch Beschluss der sowjetischen Militäradministration aufgelöst und das Vereinsvermögen eingezogen.
Der Spielbetrieb auf der Sportanlage wurde 1946 als Fichte Schleußig wieder aufgenommen. 1949 erfolgte die Gründung der Betriebssportgemeinschaft Bau, später BSG Aufbau Südwest unter Trägerschaft des VEB Bau-Union Leipzig. Eishockey wurde bei der BSG noch bis 1954 gespielt (siehe auch Eishockey in Leipzig).
Im Jahre 1986 erreicht die BSG Aufbau Südwest Leipzig, welche zwischenzeitlich 17 Sektionen (Abteilungen) umfasst, einen Höchststand von 1.951 Mitgliedern, von denen allerdings nicht alle als aktiv einzuschätzen sind.
Nach der Wiedervereinigung musste der Verein neu aufgestellt werden, da seitens des Trägerbetriebes keine weitere Unterstützung zu erwarten war. Daher wurde am 13. September 1990 der Leipziger Sport-Club neu gegründet. Interessanterweise war die Tradition des LSC während des Bestehens zweier deutscher Staaten durch ehemalige Hockeyspieler des LSC in der Bundesrepublik fortgeführt worden. Anlässlich der 100-Jahr-Feier des LSC 1901 im Jahre 2001 im Leipziger Rathaus übergaben die Alt-LSCer die Tradition in einer bewegenden Ansprache zurück an den neuen LSC und lösten ihren Freundeskreis formal auf.

## Hockey

Historische Eintrittskarte

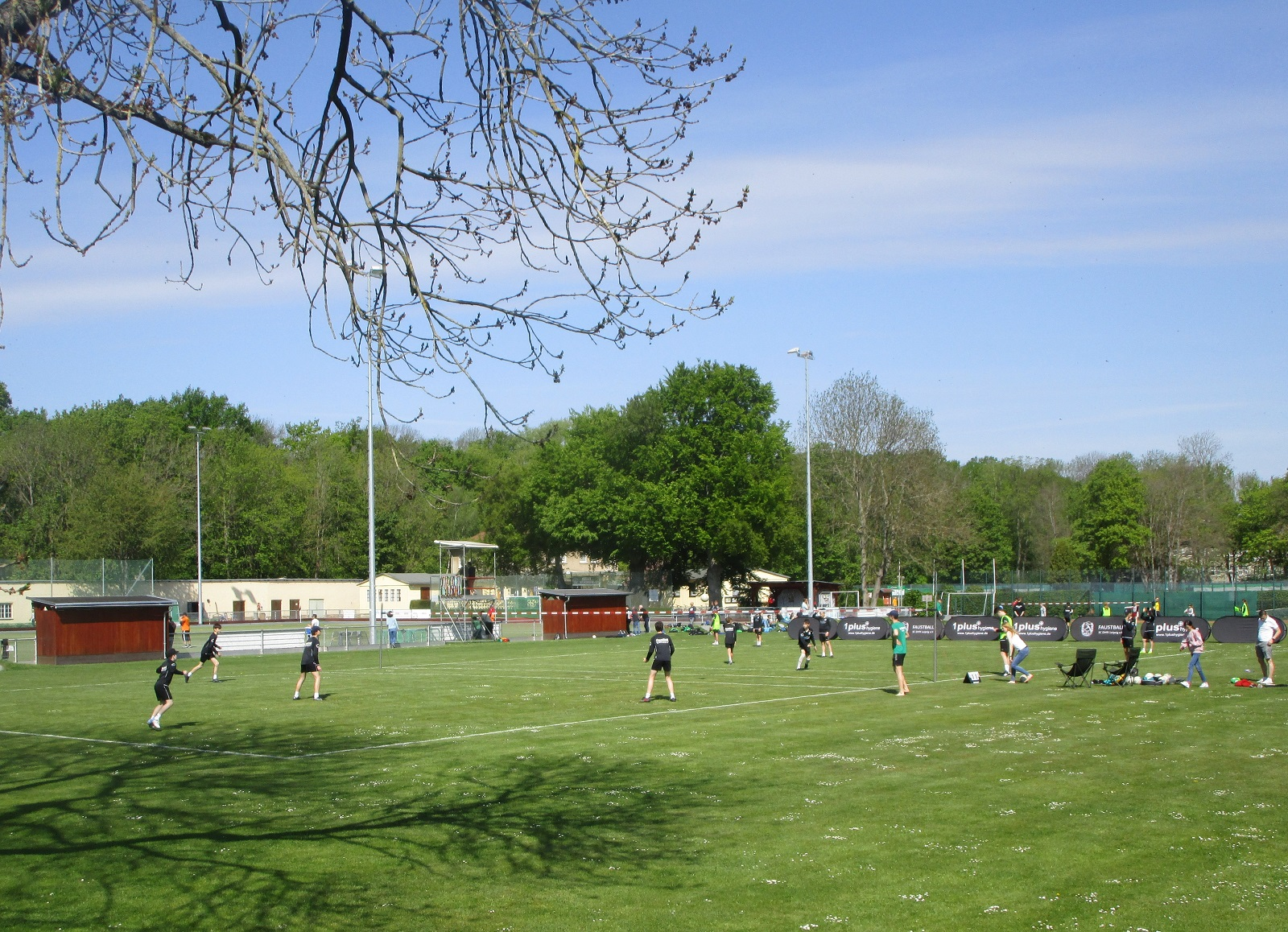
Sportanlage in Schleußig (2022)

Hockey wird beim LSC seit 1908 gespielt, damals noch unter dem Namen Stockball. Als Spielfeld diente bis zum Erwerb und Bau der eigenen Sportanlage 1919 ein Sportareal in Lindenau. Seit 1910 war der LSC Mitglied des 1909/1910 gegründeten Deutschen Hockey-Bundes (DHB). Der die Vereinsgeschichte sowohl im Tennis als auch im Hockey stark prägende Heinrich Schomburgk war über viele Jahre Mitglied im Bundesausschuss des DHB.

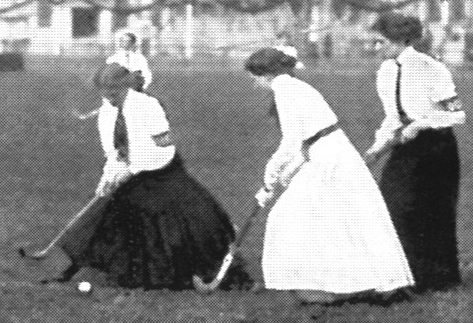
Damenhockey ca. 1910

Ab 1909 wurde im LSC auch Damenhockey gespielt – damals noch in langen Röcken. Wesentliche Erfolge des LSC im Hockey vor dem Ersten Weltkrieg waren der Gewinn des goldenen Wanderpokals der Deutschen Akademischen Hockeymeisterschaft 1912 und 1913. Der Krieg brachte danach eine fast völlige Einstellung des Spielbetriebs bis etwa 1920 mit sich. Dennoch wurde die heutige Sportanlage Pistorisstraße 1919 erworben und 1921 eingeweiht.
Sicherlich der größte Erfolg der Hockeygeschichte des LSC war der Gewinn der 1. Deutschen Kampfspiele 1922 in Berlin und der 2. Deutschen Kampfspiele 1926 in Köln. Trainer Georg Richter wurde daher als Trainer für die Olympischen Spiele 1928 berufen, bei denen die deutsche Feldhockey-Herrenmannschaft Bronze errang. Dem Kader der Olympiaauswahl gehörten fünf Spieler des LSC an. Zu den vorherigen Nominierungsspielen besuchten ebenso wie zu Länderspielen bis zu 3.000 Zuschauer die Anlage. Wiederum eine fast völlige Einstellung des Spielbetriebes brachte der Zweite Weltkrieg mit sich: 1941 wurde die 1. Herrenmannschaft aufgelöst.
Nach der Wiederaufnahme des Spielbetriebes wurde der Hockeysport in der DDR lange durch die zentralen Hockey-Sportclubs, insbesondere das Leistungszentrum in Jena, dominiert. Zudem zogen viele Spieler des LSC nach Bildung der Besatzungszonen in das Gebiet der späteren Bundesrepublik um. Nach Auflösung der Leistungszentren 1964 (Damen) und 1968 (Herren) verbesserte sich auch die Ausgangslage der Mannschaften des damals unter BSG Aufbau Südwest Leipzig firmierenden Vereins (siehe auch Hockeymeister der DDR). Sportliches Aushängeschild waren dabei die Damen, die neun DDR-Meistertitel im Feld und zwei in der Halle errangen.
Nach der Wiedervereinigung kämpfte der wieder gegründete LSC wie die meisten Hockeyvereine in den neuen Bundesländern mit finanziellen und personellen Problemen. Die 1. Damenmannschaft spielte mehrere Jahre in der Regionalliga, aktuell in der Oberliga. Die 1. Herrenmannschaft spielt ab der Hallensaison 2017/18 wieder in der Regionalliga Ost und auf dem Feld in der Mitteldeutschen Oberliga. Neben den ersten Mannschaften bestehen je nach Feld- oder Hallensaison weitere Mannschaften.
Nach 1990 wurde die Nachwuchsarbeit zur Kernaufgabe der sportlichen Arbeit im Verein. Seit 1990 konnten so über 50 Sachsenmeistertitel in den verschiedenen Altersklassen bei Jungen und Mädchen errungen werden, und der LSC brachte 5 Jugendnationalspieler hervor. Dies ist der unermüdlichen Arbeit vieler ehrenamtlicher Trainer und Übungsleiter zu verdanken. Allerdings konnte die Mehrzahl der Leistungsträger dieser Mannschaften nicht im Verein gehalten werden, da der LSC lange Zeit nicht über einen Kunstrasenplatz verfügte. Höherklassiger Spielbetrieb ist heutzutage jedoch ohne Kunstrasen nicht denkbar.
Wichtigstes Projekt für die Zukunft der Hockeyabteilung war daher der Bau eines Kunstrasenplatzes. Zu diesem Ziel wurde der Förderverein des Leipziger SC Abteilung Hockey gegründet, der sich unter anderem mit Fragen der Planung und Finanzierung beschäftigt. Mittels der durch den Förderverein gesammelten Gelder und den Fördergeldern der Stadt und des Landes sowie dem großen Engagement der Mitglieder bei Eigenleistungen konnte dieses Ziel erreicht werden. Seit der Fertigstellung des Kunstrasenplatzes im Sommer 2015 verfügt der LSC nun sowohl über einen Natur- als auch einen Kunstrasenplatz. Die mit dem Bau des Kunstrasenplatzes einhergehende Errichtung einer Flutlichtanlage lässt einen tageslichtunabhängigen Trainingsbetrieb zu.
Einer der Höhepunkte des Jahres 2015 war im Sommer die Austragung des internationalen „Golden Oldie Hockey Festival“ mit circa 600 Sportlern aus 14 Ländern.

## Tennis

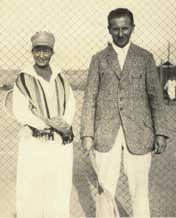
Eheleute Schomburgk

Tennis wird beim LSC seit dem Gründungsjahr 1901 gespielt. Ein erstes internationales Tennisturnier fand am 28. Juli 1906 auf der – damals gepachteten – Anlage des LSC statt. Im Jahre 1908 wird Heinrich Schomburgk, herausragender Tennisspieler des LSC, deutscher Meister im Herren Doppel. 1912 errang Schomburgk olympisches Gold im gemischten Doppel, 1913 wurde er deutscher Meister im Herren Einzel und gemischten Doppel. Hallentennis wird beim LSC seit 1913 gespielt. Auch sein Bruder Wilhelm Schomburgk war Vereinsmitglied.
Nach den durch den Ersten Weltkrieg bedingten Einschnitten wird 1921 die neue Anlage eröffnet, 1922 wird erneut Heinrich Schomburgk deutscher Meister – sowohl im Herren Doppel als auch im gemischten Doppel. Seine Ehefrau Toni Schomburgk erringt den Titel des deutschen Meisters 1930 im Damen Einzel. Einen weiteren Höhepunkt bringt das Jahr 1933 mit der Austragung des Davis-Cup-Spiels Deutschland – Dänemark auf der Anlage des LSC.
Nach Wiederaufnahme des Spielbetriebes 1946 dauerte es bis 1955, als mit der Fertigstellung des neuen Clubhauses die meisten Kriegsschäden beseitigt waren. Wesentliche Förderung erhielt die Sportart Tennis durch die DDR jedoch nicht. DDR-Meistertitel im Tennis konnten 1974 die 1. Herrenmannschaft und 1989 im Einzel Gabriele Luck erreichen.
In den Jahren 1998 bis 2001 wurden auf der Anlage des LSC die offenen sächsischen Meisterschaften ausgetragen.

## Fußball
Aus der BSG Aufbau Südwest übernahm der LSC mit Fußball und Billard zwei weitere Sportarten.
Die Fußballmannschaft der SG Schleußig beteiligte sich bereits 1946/47 an der Leipziger Fußballmeisterschaft. Zur Saison 1951/52 wurde die BSG Aufbau in die neu geschaffene Bezirksklasse Leipzig eingegliedert. Durch eine kurzzeitige Übernahme des Platzes der BSG Rotation Südwest Leipzig in der II. DDR-Liga spielte Aufbau Südwest 1957 für ein Jahr drittklassig, stieg zum Saisonende jedoch ab und musste als BSG Aufbau Südwest wieder in der Bezirksklasse antreten. Abgesehen von zwei Spielzeiten zwischen 1960 und 1962 in der Bezirksliga Leipzig spielte Aufbau Südwest bis 1975 in der viertklassigen Bezirksklasse Leipzig. Danach bewegten sich die Aufbau-Fußballer nur noch auf Kreisniveau. Mit Stand 2016 beteiligt sich der LSC mit zwei Männermannschaft, eine Alt-Herren Männermannschaft und zwölf Nachwuchsmannschaften am Fußballspielbetrieb. Die 1. Mannschaft spielt in der 1. Kreisliga Leipzig, die 8. Liga im Fußballspielbetrieb. Eine der zwölf genannten Nachwuchsmannschaften, die C1-Jugend, ist seit der Saison 2012/13 in der Kreisoberliga Leipzig vertreten.
Unter der Vereinsführung von Mario Volkert gab es trotz des großen Vereinsgeländes keine finanziellen Schwierigkeiten. Das Schiedsrichter-Soll des Leipziger Fußballverbandes wurde bisher stets erfüllt. Derzeit sind sieben Schiedsrichter gemeldet, u. a. Thomas Berg, Benjamin Littau, Anton Artibiliov, Lukas Egold, Jan Röhricht, Paul Weigel und Arik Schumer.
Im Spieljahr 2011/2012 kehrte die 1. Herrenmannschaft, unter Leitung von Trainer Mike Stöbe, in die Stadtklasse Leipzig zurück, nachdem man mehrere Jahre am Aufstieg scheiterte.

## Personen
- Luz Long
- Gabriele Lucke
- Heinrich Schomburgk
- Wilhelm Schomburgk
- Georg Brunner (Hockeytorwart)